# Канатная дорога Мисхор — Ай-Петри
Канатная дорога Мисхор — Сосновый Бор — Ай-Петри — пассажирская канатная дорога в Крыму, которая соединяет плато Ай-Петри и Мисхор. С октября 2022 года канатная дорога не работала, открыта вновь после ремонта 6 мая 2024 года.

## Основные сведения
Дорога строилась начиная с 1967 года. Во время строительства пришлось менять проект из-за того, что навешенные канаты легли на скалы, которые ради строительства было решено не разрушать. Первыми пассажирами канатной дороги 31 декабря 1987 года стали члены приёмочной комиссии. Открытие дороги состоялось в марте 1988 года.
Длина дороги, действующей круглый год — 2980 м. На ней имеется три станции: «Мисхор» (нижняя, 86 м над уровнем моря), «Сосновый Бор» (средняя, 304 м над уровнем моря) и «Ай-Петри» (верхняя, 1152 м над уровнем моря). Расстояние между станциями «Мисхор» и «Сосновый Бор» составляет около 1310 м. Подъём происходит в сосновом лесу Ялтинского горно-лесного заповедника. Между станциями «Сосновый Бор» и «Ай-Петри» нет ни одной опорной вышки, а расстояние между ними составляет 1670 м. Самый длинный безопорный пролёт в Европе находится в Германии в местечке Оберйеттенберг канатный подъёмник Райтеральпе имеет длину пролёта 1980 м). На втором месте дорога в городе Хуло, Грузия. Длина канатной дороги по разным оценкам составляет от 1700 - 1919 м.
Пассажирская кабинка проходит путь за 15 минут. Она весит 1,8 тонны и вмещает 40 человек. Всего по дороге следуют 4 кабинки. Скорость движения в верхней части дороги составляет 8 м/с, в нижней — 6 м/с. Угол подъёма возле гор — 46°. Дорога сделана по маятниковому типу. Кабинки движутся в противофазе друг к другу по две между соседними станциями.
Вагончик имеет 8 роликов, с помощью которых катится по несущему канату. Несущие стальные канаты диаметром 46 мм австрийского производства, весом 18 тонн на нижнем и 24 тонны на верхнем участках. Весной (март — апрель) канатная дорога закрывается на профилактические работы. Каждый день, за 2 часа перед началом работы, слесари производят техосмотр. В течение дня техосмотр производится неоднократно.
Канатная дорога оборудована собственной автономной электростанцией.
Обслуживающий персонал состоит из 120 человек. Летом дополнительно привлекается ещё 40 человек.
С 2000 года дорога обслуживается ООО «Стартинвест».
Зимой, во время заноса дорог снегом, канатная дорога является единственным средством сообщения с Ай-Петринской яйлой. Учреждения, которые расположены на яйле, в этом случае получают продукты и другие вещи по канатной дороге.
В 2024 году дорога открылась со станции «Сосновый Бор». Нижняя станция закрыта.

## Аварии на канатной дороге
11 августа 2013 года на канатной дороге произошла авария. Поломка стала результатом технической неисправности. 35 человек застряли в районе средней станции «Сосновый бор» на высоте около 50 метров, и ещё 40 человек, из них 6 детей — в районе, который примыкает к плато Ай-Петри, на высоте около 130—140 метров. В тот же день были эвакуированы все 75 человек, застрявших в воздухе близ Ай-Петри.

## Фотографии

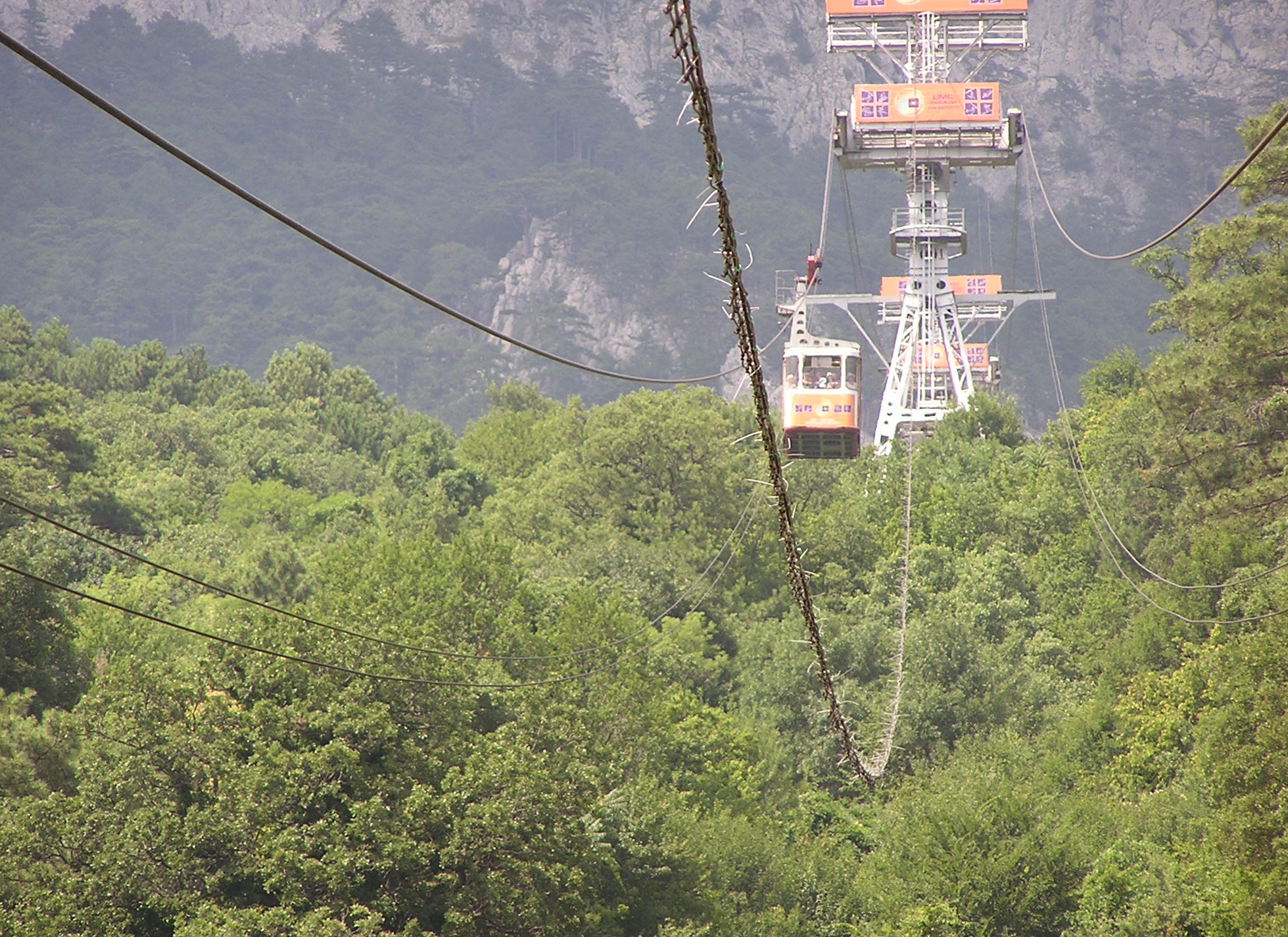
Вид на канатную дорогу со станции «Мисхор». Видна опора.
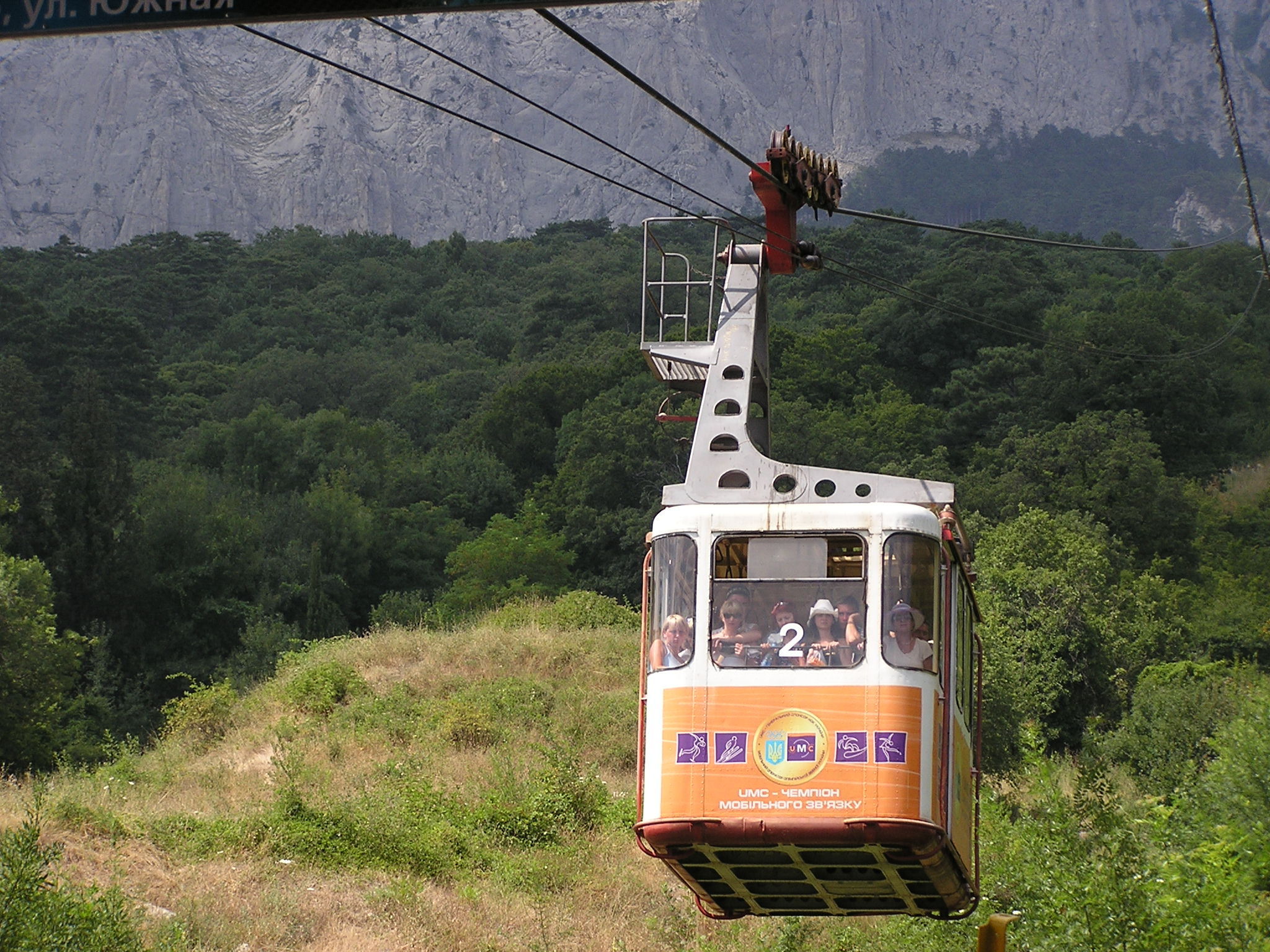
Кабинка
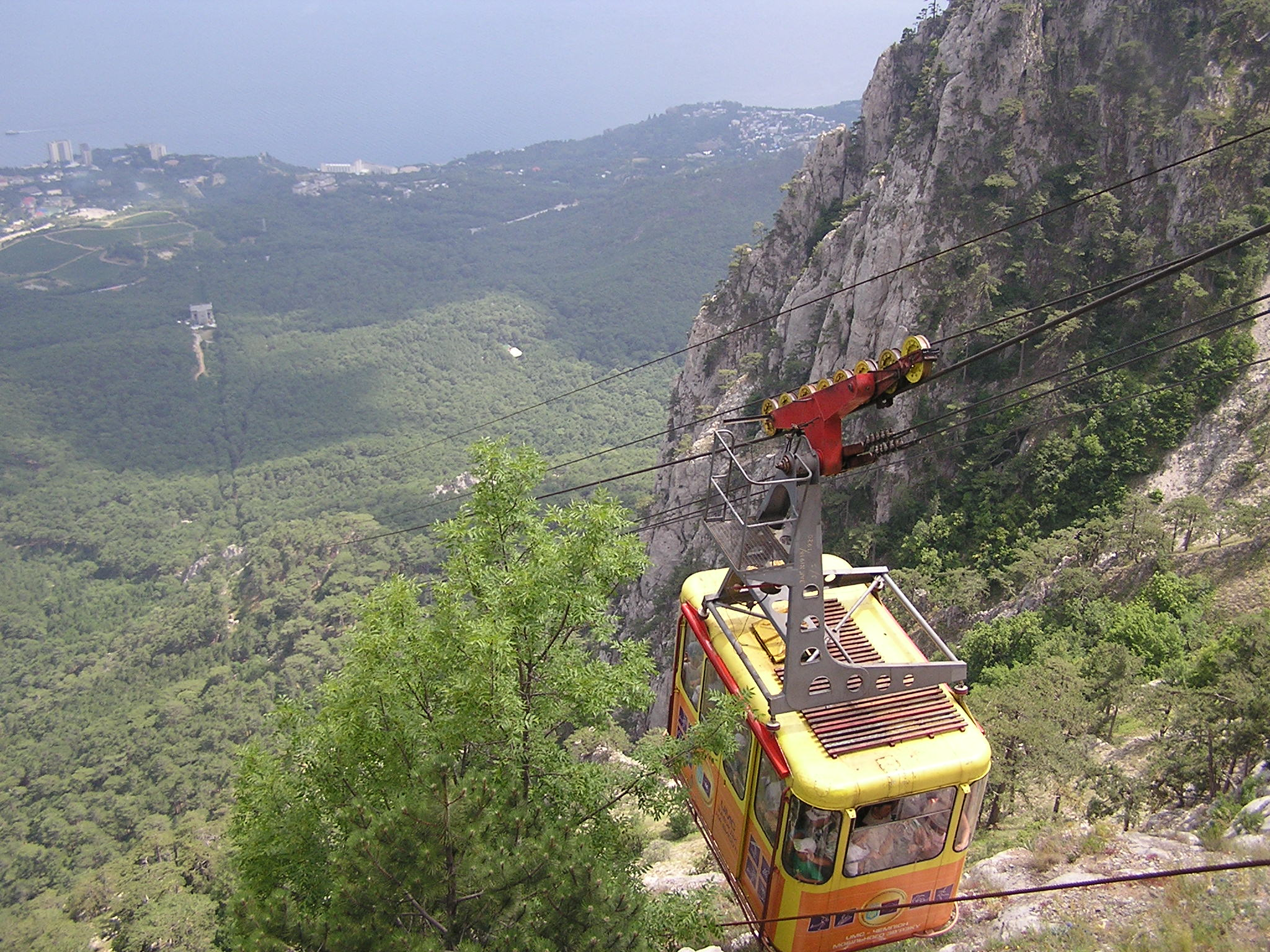
Спуск кабинки со станции «Ай-Петри»